# Tancítaro (Messico)
Tancítaro è una municipalità dello stato di Michoacán, nel Messico centrale, il cui capoluogo è la località omonima.
La municipalità conta 29.414 abitanti (2010) e ha un'estensione di 714,43 km².
Il nome della località significa luogo del tributo.